# Septembre 1909

## Événements
- 5 - 11 septembre : le 5e congrès mondial d’espéranto a lieu à Barcelone.

- 7 septembre : à Viry-Châtillon (terrain de Port-Aviation), Eugène Lefebvre est le premier pilote tué dans un accident d'avion.

- 8 septembre : traité de Rio de Janeiro entre le Pérou et le Brésil.

- 12 septembre, Allemagne : premier caoutchouc synthétique au monde. Brevet n° 250690, déposé au Kaiserliche Patentamt sous le nom « Verfahren zur Herstellung von künstlichem Kautschuk » (« Procédé de fabrication de caoutchouc synthétique ») par le chimiste allemand Fritz Hofmann[1],[2].

- 15 septembre : inauguration de l'Indianapolis Motor Speedway, le circuit automobile d'Indianapolis, dans l'Indiana aux États-Unis.

- 19 septembre, Canada : ouverture du concile plénier de Québec.

- 25 septembre :
  - France : à l’occasion des grandes manœuvres militaires d’automne, le dirigeable La République s’écrase à Trévol (Allier), non loin de Moulins;
  - ouverture à Paris du « Salon de la Locomotion Aérienne ».

- 27 septembre : le Français Legagneux vole à Moscou sur un « Voisin ».

## Naissances
- 4 septembre : Johannes Willebrands, cardinal néerlandais, archevêque d'Utrecht († 1er août 2006).
- 7 septembre : Elia Kazan, réalisateur américain d'origine grecque († 28 septembre 2003).
- 14 septembre :
  - Vladimir Bron, ingénieur chimiste et un compositeur soviétique de problèmes d'échecs († 1er octobre 1985).
  - Lennart Geijer, homme politique et ministre suédois († 16 juin 1999).
  - Marcel Lepan, rameur français († 10 mars 1953).
  - Kay Nelson, costumière américaine († 1er septembre 2003).
  - Édouard Ramonet, homme politique français († 4 décembre 1980).
  - Peter Markham Scott, naturaliste, peintre et médaillé olympique de voile britannique († 29 août 1989).
- 21 septembre : Hélène Lazareff, journaliste française, fondatrice en 1945 du magazine féminin Elle († 16 février 1988).
- 22 septembre : Karl Lederer, résistant autrichien au nazisme († 10 mai 1944).